# Economía de Bahamas
Las Bahamas es un país en desarrollo estable, dependiente de la economía basada en el
turismo y actividades bancarias. El turismo solamente, supone más del 60% del PIB y emplea directamente o indirectamente la mitad de la mano de obra del archipiélago. El crecimiento constante del turismo y el auge en la construcción de hoteles, de recursos, y de nuevas residencias habían conducido al crecimiento sólido del PIB durante algunos años hasta el 2006, pero desde  aquel año hubo una caída en el número de turistas.
Los servicios financieros constituyen el segundo sector en importancia de la economía de Bahamas, cerca del 15% del PIB. Sin embargo, desde diciembre de 2000, cuando el gobierno decretó nuevas regulaciones sobre el sector financiero, muchos negocios internacionales han salido de las Bahamas. La industria y la agricultura, contribuyen con aproximadamente una décima parte del PIB. En suma, el crecimiento depende del funcionamiento del sector del turismo, que depende del crecimiento en los EE. UU., la fuente de más del 80% de los visitantes. Además del turismo y de las actividades bancarias, el gobierno apoya el desarrollo de un "tercer pilar", el comercio.